# Antonio Balestra
Antonio Balestra, italijanski rokoko slikar, * 12. avgust 1666, Verona, † 21. april 1740, Verona.
Njegova učitelja sta bila Antonio Bellucci in Carlo Maratta, medtem ko je sam izučil: Pietro Rotari, Gimbettino Cignaroli, Pietro Longhi, Giuseppi Nogari, Mattia Bortoloni, Angelo Trevisani,...